# Dani Woodward

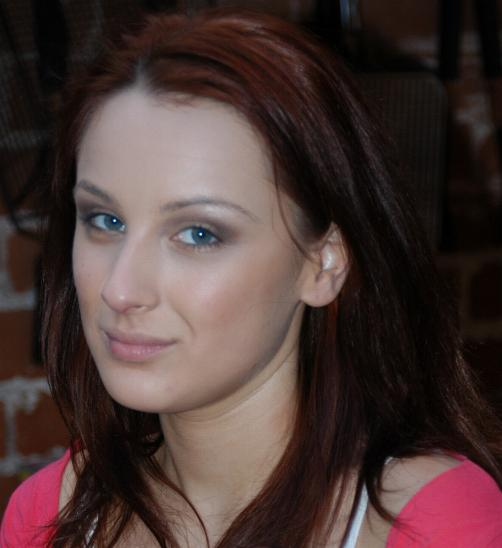
Dani Woodward (2004)

Dani Woodward (* 7. März 1984 in Livonia, Michigan als Sara Combest) ist eine ehemalige US-amerikanische Pornodarstellerin.

## Leben
Nach ihrem Abschluss an der Stevenson High School in Livonia zog Dani Woodward mit ihren Eltern nach New York, wo sie 2002 die Berufsschule mit der Ausbildung als medizinische Assistentin beendete. Nach ihrem Abschluss entschied sie sich jedoch bald, nicht in diesem Berufsfeld weiterzuarbeiten. Stattdessen strebte sie eine Karriere in der Pornoindustrie an. Anfangs arbeitete sie als Amateurdarstellerin und Modell für diverse Zeitschriften.
2003 begann sie mit professionellen Pornofilmen und spielte seitdem in mehr als 187 Filmen (Stand: September 2013) mit. Danach arbeitete sie für unterschiedliche Studios wie Digital Playground und Anarchy Films. Das Pseudonym „Woodward“ wurde der Woodward Avenue in Detroit entliehen.

## Filmografie (Auswahl)

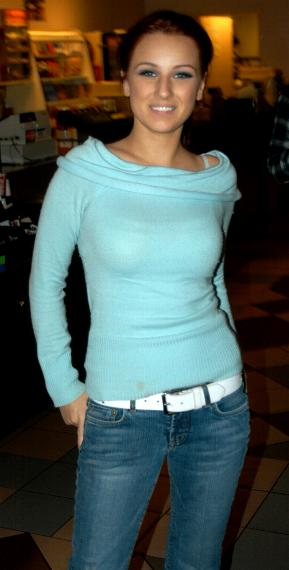
Dani Woodward am Set von Deep Throat (2005)

- Jack’s Playground 1
- Pussyman’s Decadent Divas 25
- Barely Legal 40
- Dani Woodward and Friends
- Playing With Dani Woodward

## Auszeichnungen
- 2005: AVN Award für Best Three-Way Sex Scene – Video in Erotic Stories: Lovers and Cheaters[3] (mit Barrett Blade und Kurt Lockwood)